# Jamal Al-Gashey
Jamal Al-Gashey (en árabe جمال الجاشي; n. 1953) es el último guerrillero urbano y terrorista de origen palestino vivo de aquellos que cometieron la Masacre de Múnich durante los Juegos Olímpicos de 1972. Era uno de los miembros de la organización Septiembre Negro, y fue identificado en filmaciones por su saco largo azul a rayas. Recibió un disparo en su muñeca durante el altercado en el aeropuerto militar de Fürstenfeldbruck.

## Infancia
En diversas entrevistas, Jamal afirmó haber crecido en condiciones atroces, principalmente en el campo de refugiados de Shatila, en el Líbano. Su familia se había visto desplazada por la guerra árabe-israelí de 1948. Al-Gashey sostuvo que la injusticia de vivir en la miseria y a base de limosna, mientras los intrusos ocupaban su tierra, alimentó su odio hacia Israel. Esto le llevó a unirse a la OLP en 1967.
Jamal dijo que durante su entrenamiento se sintió por primera vez: 

(...) como un verdadero palestino... no solo un miserable refugiado, sino un revolucionario luchando por una causa.

## Papel en la masacre
En julio de 1972, Jamal fue uno de los miembros de Septiembre Negro reclutados para un entrenamiento especial, sin tener idea sobre cuál sería el blanco. En los primeros días de septiembre viajó hasta Múnich junto a otros dos fedayines, e incluso asistió a algunos eventos olímpicos.
En la noche del día 4, Al Gashey se reunió con los otros miembros del comando y un jerarca de la organización —aparentemnete Abu Daoud— quien les informó sobre su misión y los acompañó en taxis hasta la Villa Olímpica. Al-Gashey afirmó que no se enteraron de que su blanco eran los atletas israelíes sino hasta después de esa cena.
Dado que le habían asignado custodiar la puerta del balcón, Al-Gashey no participó en las negociaciones con la delegación alemana ni escuchó mucho sobre ellas. Sin embargo, comentó que después del mediodía fue relevado y el ambiente se había relajado lo bastante como para que palestinos e israelíes almorzaran juntos e intercambiaran historias personales.
Pese a enfrentar diversos cargos relacionados con la masacre, ni él ni sus compatriotas sobrevivientes fueron enjuiciados. El 29 de octubre de 1972, el vuelo 615 de Lufthansa fue secuestrado por dos miembros de Septiembre Negro, cuya demanda era la liberación de los tres fedayines sobrevivientes, que fue inmediatamente cumplida por el gobierno de Alemania Occidental.
Tras aterrizar en Libia, fueron recibidos como héroes y brindaron una conferencia de prensa que fue transmitida al mundo y cuya grabación apareció en el documental Un día en septiembre. Jamal aparece sentado entre su primo Adnan –que fue señalado como el secuestrador que acribilló a cinco de los rehenes– y Mohammad Safady. 
Cuando un periodista británico le preguntó directamente a su tío Adnan si había matado a alguno de los atletas, este respondió: 

No es importante para mi decir si maté israelim (sic) o no.

## Vida posterior
Se cree que Al-Gashey se mantuvo escondido en alguna parte del norte de África. Está casado y tiene dos hijas. Es el único sobreviviente que se dejó entrevistar; en 1992, un periodista palestino le tomó su declaración sobre el tema. En 1999, emergió temporalmente de su escondite secreto una vez más para aparecer en Un día en septiembre, durante el cual estaba disfrazado y su rostro mostrado en una sombra borrosa, debido a su temor de que agentes israelíes aún le estuviesen buscando. Durante el documental, explicó: 

Estoy orgulloso de lo que hice en Múnich porque ayudó enormemente a la causa palestina... antes de Múnich, el mundo no tenía idea de nuestra lucha, pero en ese día, el nombre de Palestina se repitió en todo el mundo.